# غرين أب (إلينوي)
غرين أب (بالإنجليزية: Greenup)‏ هي منطقة سكنية تقع في الولايات المتحدة في إلينوي.

## الموقع الجغرافي
الموقع الجغرافي للمناطق المحيطة بهذه النقطة هو كالتالي:

## أعلام
- تشارلز جي. جونز
- آبي بومان